# جینیس
جینیس (به انگلیسی: Genius) به معنی نابغه، یک پایگاه دانش آنلاین است. این سایت به کاربر اجازه می‌دهد تا ترانه‌ها، داستان‌های جدید، اشعار، اسناد و دیگر متن‌ها را تفسیر کند.
این سایت در ۲۰۰۹، با نام رپ جینیس (نابغه رپ) با تمرکز روی موسیقی رپ راه اندازی شد. در ۲۰۱۴ سبک‌های دیگری مثل پاپ، آر اند بی و نوشتجات ادبی را نیز پوشش داد. همان سال یک برنامه آیفون برای سایت منتشر شد. برای انعکاس بهتر اهداف جدید سایت، دوباره در ژوئیه ۲۰۱۴ با نام جینیس راه اندازی شد. همچنین نسخه اندروید برنامه در اوت ۲۰۱۵ منتشر شد.

## تاریخچه
رپ جینیس در اکتبر ۲۰۰۹ توسط مهبد مقدم، تام لهمن و ایلان زکوری منتشر شد. در تابستان ۲۰۰۹، زمانی که لهمن دربارهٔ معنی آهنگ کمرون از مقدم سؤال کرد ایده ساخت این سایت به ذهنشان خطور کرد.

### جریمه در جستجوگر گوگل
در دسامبر ۲۰۱۳، گوگل رپ جینیس را برای نقض کردن دستور عمل پیوندها، به خصوص در دخالت کردن در بلاگ‌ها جریمه کرد و سایت را از صدر نتایج جستجو حذف کرد، حتی اگر rapgenius.com جستجو می‌شد، به جای صفحه اصلی سایت، صفحات فیسبوک، توییتر و ویکی‌پدیا رپ جینیس در راس نتایج دیده می‌شد.

## ویژگی‌ها
آثار و مقالاتی که توسط مردم عادی تفسیر شده‌اند در هایلایت‌های خاکستری نشان داده می‌شوند. کاربرها می‌توانند با انتخاب قطعات متن تفاسیر خودشان را اضافه کنند. متن‌ها در جینیس طبق کانال‌هایی با موضوعات مختلف، شامل رپ، راک، پاپ، ادبیات، خبر، متون تاریخی (هیستوری جینیس) ، ورزشی، تلویزیون و فیلم (اسکرین جینیس) و بسیاری دیگر دسته‌بندی شده‌اند. همچنین ویژگی به نام «رپ مپ» (نقشه رپ) وجود دارد که به کمک گوگل مپس مکان‌های جغرافیایی مربوط به فرهنگ و موسیقی رپ را نشان می‌دهد.
اشخاص ثبت نام شده می‌توانند تفاسیر را بارگذاری و تصحیح کنند. کاربران با هر یک از تفسیرهایی که می‌کنند سطح «آی کیو» خود در سایت را بالا می‌برند.

### حساب‌های تأیید شده
جینیس حساب‌های تأیید شده را برای صاحبان اصلی متن ارائه می‌دهد که تفسیرهای آنان با رنگ سبز نشان داده می‌شود. ناس نخستین رپری بود که حسابش در جینیس تأیید شد و شعرهای خودش را تفسیر کرد.
در سال ۲۰۱۵، ریک روبین، امینم، دریم
و ای-ترک از هنرمندانی بودند که حساب‌هایشان تأیید شد.
در ژانویه ۲۰۱۶ دولت ایالات متحده شروع به استفاده از جینیس برای ارائه تفاسیر نوشته‌های آنلاین ر باراک اوباما در سخنرانی وضعیت کشور آمریکا کرد.

### در اسپاتیفای
بیشتر ترانه‌ها در اسپاتیفای
توانایی نمایش متن آهنگ از جینیس را دارند.